# تپه شماره دو خونی
تپه شماره دو خونی مربوط به هزاره اول قبل از میلاد به بعد است و در شهرستان ساوه، روستای خونی (پیمان) واقع شده و این اثر در تاریخ ۱۰ آذر ۱۳۵۴ با شمارهٔ ثبت ۱۲۱۶ به‌عنوان یکی از آثار ملی ایران به ثبت رسیده است.